# Balocerus orodemnias
Balocerus orodemnias är en insektsart som beskrevs av George Willis Kirkaldy 1907. Balocerus orodemnias ingår i släktet Balocerus och familjen dvärgstritar. Inga underarter finns listade i Catalogue of Life.